# Catherine Hansson
Catherine Madeleine Hansson (født 26. marts 1958 i Malmø) er en svensk skuespillerinde. Hun studerede på Teaterhögskolan i Malmö fra 1976 til 1979.
Hansson er i den brede offentlighed bedst kendt for sin rolle som politibetjenten Lena Sjökvist i tv-serien Tre Kronor, en rolle hun spillede i seks sæsoner mellem 1994 og 1997.

## Udvalgt filmografi
- Sommarflickan (tv-serie, 1976)
- Joker (1991)
- Rederiet (tv-serie, 1992)
- Sort Lucia (1992)
- Strisser, strisser (1993)
- Tre kronor (tv-serie, 1994-1997)
- Kalle Blomkvist - Mesterdetektiven lever farligt (1996)
- Aspiranterne (tv-serie, 1998)
- Zingo (1998)
- Anna Holt - Polis (tv-serie, 1999)
- Festival (2001)
- Den usynlige (2002)
- Skeppsholmen (tv-serie, 2002-2003)
- Coachen (tv-serie, 2005)
- Små mirakler og store (2005)
- Beck (tv-serie, 2007)
- Höök (tv-serie, 2008)
- Irene Huss (tv-serie, 2011)
- Mord i Skærgården (tv-serie, 2012)
- En pilgrims død (tv-serie, 2013)
- Broen (tv-serie, 2015)